# ذا مونكي
ذا مونكي (بالإنجليزية: The Monkey)‏ هو فيلم رعب وكوميديا سوداء أمريكي من إخراج وكتابة أوزغود بيركنز، مستند إلى قصة قصيرة تحمل الاسم نفسه لستيفن كينغ نُشرت عام 1980. يروي الفيلم قصة التوأمين هال وبيل شيلبورن (يؤديهما ثيو جيمس كبالغين وكريستيان كونفيري كطفلين)، اللذين يكتشفان لعبة قرد ميكانيكية ملعونة في أغراض والدهما. هذه اللعبة تُصدر صوت طبلة عند تدوير مفتاحها، وتتسبب في وفيات مروعة وغامضة لمن حولها.

## أحداث الفيلم
تبدأ الأحداث في عام 1982 عندما يعثر التوأمان على القرد، مما يؤدي إلى سلسلة من الحوادث المميتة تبدأ بمقتل جليستهما ثم والدتهما (تاتيانا ماسلاني). يحاول والدهما (آدم سكوت) التخلص من القرد في متجر تحف، لكن ذلك يتسبب في مقتل صاحب المتجر. بعد هذه الأحداث، ينفصل التوأمان ويعيشان حياة منفصلة مليئة بالصدمات. في عام 1999، يجتمعان مجددًا بعد وفاة والدهما، ليكتشفا أن القرد عاد إلى حياتهما، مما يدفعهما لمواجهة الماضي والعمل معًا لتدميره نهائيًا.
الفيلم يمزج بين الرعب والكوميديا السوداء، مع التركيز على العلاقة بين التوأمين والصدمات النفسية التي خلّفها القرد. أُنتج الفيلم بواسطة جيمس وان، وعُرض لأول مرة في 21 فبراير 2025، وحقق إيرادات تجاوزت 37 مليون دولار في أول أسبوعين. تلقى الفيلم تقييمات متباينة، حيث أشاد النقاد بأداء ثيو جيمس وكريستيان كونفيري، لكنهم انتقدوا افتقار الفيلم إلى الرعب الحقيقي مقارنة بأعمال كينغ الأخرى. حصل الفيلم على تقييم 61% على موقع روتن توميتوز.

## روابط خارجية
- القرد على موقع IMDb (الإنجليزية)
- القرد على موقع ميتاكريتيك (الإنجليزية)
- القرد على موقع روتن توميتوز (الإنجليزية)
- القرد على موقع ألو سيني (الفرنسية)
- القرد على موقع فيلمافينيتي (الإسبانية)
- القرد على موقع قاعدة بيانات الأفلام السويدية (السويدية)
- القرد على موقع قاعدة بيانات الفيلم (الإنجليزية)
- القرد على موقع ليتربوكسد (الإنجليزية)
- القرد على موقع كينوبويسك (الروسية)